# Hugues de Talaru
Hugues de Talaru (mort à Lyon le 23 décembre 1517) est archevêque élu de Lyon de 1488 à 1499.

## Biographie
Hugues est issu d'une famille qui a déjà donné de nombreux membres au clergé local dont le cardinal-archevêque Amédée de Talaru. Il est le fils de Mathieu et de Jeanne de la Pallu. Archidiacre dès 1473, puis chanoine-comte de Lyon, en 1460, il est pourvu de plusieurs bénéfices ecclésiastiques : chanoine de la collégiale Notre-Dame-d'Espérance de Montbrison, prévôt commendataire de Saint-Benoît-du-Sault. Après la mort du cardinal de Bourbon, il est élu par le chapitre de chanoines, le 20 septembre 1488. 
Il se heurte immédiatement à André d'Espinay, le candidat du roi Charles VIII de France soutenu par le pape Alexandre VI. Le conflit  se poursuit pendant une dizaine d'années et il doit finalement s'effacer devant son compétiteur à Orléans le 23 décembre 1499. Il retrouve sa fonction d'archidiacre qu'il avait cédée à son frère lors de son élection et reçoit en commende l'abbaye Saint-Corneille de Compiègne. Il survit à son concurrent et meurt à Lyon le 23 décembre 1517 et il est inhumé dans la chapelle de la Sainte-Trinité